# ローレンス・カービー
ローレンス・カービー（Laurence Kirby, 1952年 - ）は、アメリカ合衆国の数学者、ニューヨーク市立大学バルーク校教授。数理論理学の研究者。1981年に、グッドスタインの定理にまつわる研究によって有名になった。
ケンブリッジ大学卒業後、そこで修士号取得。1977年にマンチェスター大学で博士号取得。1982年から、現在の職に就く。言語と現実の関係性についての問いを哲学的背景に持ちながら、研究を続ける。